# Ross Robinson
Ross Robinson (ur. 13 lutego 1967) – amerykański gitarzysta, producent muzyczny z kręgu metalu, nazywany ojcem nu metalu. 
Początkowo był gitarzystą grającym w stylistyce thrash metalowej. Grał na gitarze z późniejszym perkusistą Machine Head, Dave'em Mclainem. Swoją karierę w studio zaczynał od pracy jako asystent przy nagrywaniu The Crimson Idol grupy W.A.S.P.
Odpowiedzialny był między innymi za brzmienie Korn z pierwszej i drugiej płyty, wyprodukował debiutancki album Limp Bizkit, a także dwa pierwsze albumy Slipknot. Za największe swoje dzieło uznaje Roots Sepultury. Wyprodukował ostatni album The Cure oraz płytę z 1998 r. Vanilla Ice, Hard to swallow. Jest założycielem i właścicielem wytwórni fonograficznej I Am Recordings, z którą kontraktem związał się m.in. The Cure w 2003 roku. 

## Filmografia
- Sound City (jako on sam, 2013, film dokumentalny, reżyseria: Dave Grohl)[3]